# Bananarama (álbum)
Bananarama é o segundo álbum lançado pelo girl group britânico Bananarama. Lançado em 1984, o álbum alcançou a posição 16 na parada de álbuns do Reino Unido, alcançando também o top 40 dos Estados Unidos e foi certificado de prata pelo BPI.
O grupo continuou sua associação com os produtores Jolley & Swain (que produziu algumas faixas de seu álbum de estreia, Deep Sea Skiving). Com este álbum, o Bananarama teve seu primeiro sucesso significativo nos Estados Unidos com o single "Cruel Summer", que se tornou um hit no top dez (a canção também havia sido um hit top 10 no Reino Unido em 1983), reforçada pela inclusão da música no trilha sonora do filme The Karate Kid. Outros sucessos do álbum incluem "Robert De Niro's Waiting..." (UK #3) e "Rough Justice" (UK #23). A faixa "Hot Line to Heaven" também foi lançada como single no Reino Unido, mas não conseguiu chegar ao top 40, chegando a #58.
O álbum e a música nele, "King of the Jungle", foram dedicados à memória de seu amigo Thomas 'Kidso' Reilly, que havia sido morto recentemente em Belfast.

## Recepção
Analisado na época do lançamento, Creem disse que o álbum tinha um "sentimento nebuloso que é quase nostálgico. As mulheres não cantam mais assim, com esse tipo de pesar e suspiro. O álbum tem curvas, não bordas, e tem uma textura na qual você pode flutuar, um brilho como "Don't Worry Baby" sem a complexidade harmônica".

## Equipe

### Bananarama
| Críticas profissionais        | Críticas profissionais |
| Avaliações da crítica         | Avaliações da crítica  |
| Fonte                         | Avaliação              |
| ----------------------------- | ---------------------- |
| AllMusic                      | [ 4 ]                  |
| Robert Christgau              | B-                     |
| The Rolling Stone Album Guide | [ 6 ]                  |
| The Village Voice             | B−                     |

- Sara Dallin — vocais
- Siobhan Fahey — vocais
- Keren Woodward — vocais
- Peter Ashworth — fotografia

## Paradas
| Parada (1984)                         | Posição |
| ------------------------------------- | ------- |
| Australian Albums (Kent Music Report) | 99      |
| Dutch Albums (Album Top 100)          | 15      |
| German Albums (Offizielle Top 100)    | 45      |
| Japanese Albums (Oricon)              | 78      |
| Swiss Albums (Schweizer Hitparade)    | 9       |
| UK Albums (OCC)                       | 16      |
| U.S. Billboard 200                    | 30      |
| Zimbabwean Albums (ZIMA)              | 15      |